# Oskar Hermann Artur Schlitter

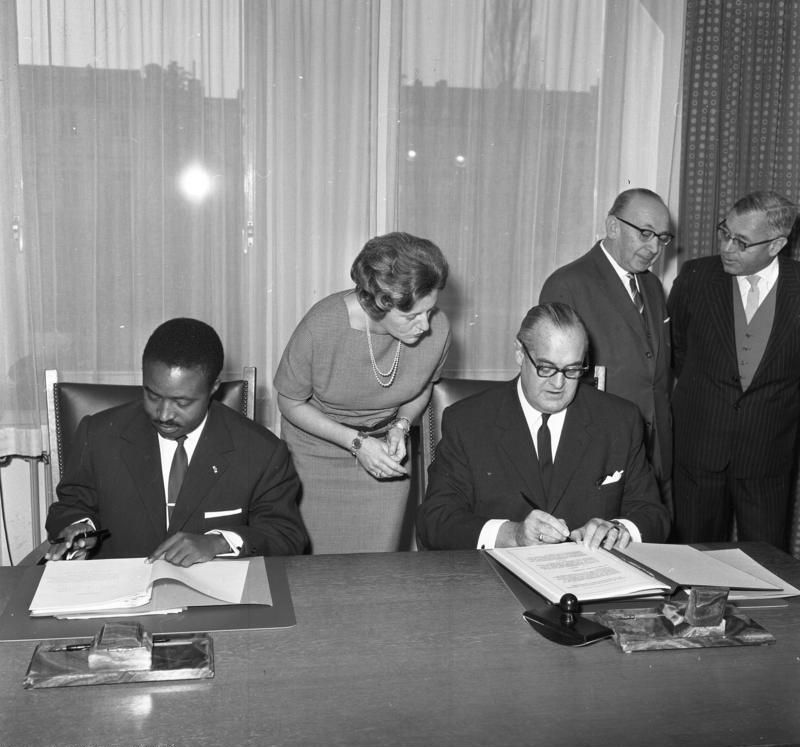
18. Dezember 1961: Oskar Schlitter und Botschafter Ernest Amos-Djoro unterzeichnen ein Entwicklungshilfeabkommens für die Elfenbeinküste.

Oskar Hermann Artur Schlitter (* 15. Juni 1904 in Essen; † 12. November 1970 auf Schloss Offenstetten) war ein deutscher Diplomat.

## Leben
Der Vater von Oskar Schlitter war Oscar Schlitter. Schlitter studierte Landwirtschaft, wurde 1928 zum Doktor der Agrarwissenschaften promoviert, trat 1929 in den auswärtigen Dienst und heiratete 1932 Daisy d’Ora. Von 1932 bis 1936 war Schlitter am Generalkonsulat in New York City akkreditiert und wurde 1934 Mitglied der NSDAP, Mitglieds-Nr. 3.591.227. Von 1936 bis 1939 wurde Schlitter an der Botschaft in London beschäftigt, wo Joachim von Ribbentrop Botschafter war. 1939 „arisierte“ Schlitter Schloss Offenstetten.
Von 1939 bis 1943 wurde Schlitter in der Zentrale des Auswärtigen Amtes mit Sitz in der Wilhelmstraße (Berlin-Mitte), Abteilung Politik II beschäftigt. In die Planungen des deutschen Überfalls auf Dänemark und Norwegen war er spätestens seit Anfang 1940 eingeweiht. Am 6. April 1940 besprach Schlitter mit Ernst von Weizsäcker, Friedrich Gaus, dem früheren Offizier der Abwehr, Kurt Himer, Oberstleutnant Hartwig Pohlmann aus dem Planungsstab des "Unternehmens Weserübung", Hermann Böhme (Oberstleutnant im OKW, Bereich Landesverteidigung) sowie zwei weiteren Beamten des Auswärtigen Amtes in Berlin die diplomatischen Schritte zur Verschleierung der deutschen Okkupation Dänemarks und Norwegens. Dabei ging es um die in Norwegen und Dänemark während der deutschen Besetzung beider Länder zu vollziehenden außenpolitischen Teile des Unternehmens Weserübung das Verantwortung des Außenministeriums zur Verschleierung der militärischen Okkupation zugeordnet war. Spätestens am 8. April traf Schlitter in Kopenhagen ein, in seinem Diplomatengepäck hatte er die den Regierungen Norwegens und Dänemarks zu übergebenden deutschen Memoranden und die Weisungen an die Geschäftsträger beider Gesandtschaften zu ihrem Verhalten. Ebenso brachte er in seinem Diplomatengepäck die Generalsuniform für den vorausgereisten Oberregierungsrat Kurt Himer mit. Pohlmann reiste in gleicher Konstellation nach Oslo. Am gleichen Abend gegen 23 Uhr suchte Himer mit Schlitter und dem Luftwaffen-Attaché Petersen den deutschen Gesandten in Kopenhagen, Cécil von Renthe-Fink, auf. Dabei übergab Himer das Deutsche Memorandum, das dem Außenminister am kommenden Morgen verlesen werden sollte und die Weisung für das Verhalten des diplomatischen Geschäftsträgers.
In der Abteilung Politik II wurde Dr. Schlitter vom Legationssekretär zum Legationsrat befördert. Bis 1942 sekundierte er mit Hans Schwarzmann die Unterdrückungspolitik von Otto Abetz im besetzten Teil von Frankreich. Schlitter sekundierte Adolf Beckerle dabei, dass der vom Vichy-Regime nach Sofia entsandte Botschafter Jules-François Blondel (* 1887 in Arras; † 1965), der mit einer Jüdin verheiratet war, im September 1942 „durch eine zuverlässige deutschfreundliche Persönlichkeit“ ersetzt wurde.
Von 1943 bis 1944 war Schlitter als Konsul in Lugano akkreditiert. Von 1944 bis Mai 1945 wurde Schlitter in der Abteilung Handelspolitik, Referat Italien des Reichsaußenministeriums beschäftigt.
Von 1946 bis 1952 verwaltete Schlitter die 1939 erworbene Landwirtschaft. 1952 wurde Schlitter in den auswärtigen Dienst der Bundesrepublik Deutschland eingestellt. Von 1952 bis 1953 war Schlitter Stellvertreter des Botschafters Adalbert von Bayern in Madrid. Während einer dreimonatigen Abwesenheit von Albert von Bayern war Schlitter Geschäftsträger.
Konrad Adenauer verwechselte Otto John mit Oskar von John, Ministerialrat in der Verwaltung für Ernährung, Landwirtschaft und Forsten. Bei der Ablösung des ersten deutschen Botschaftsrates in London, Georg Rosen, hatte Hans Schlange-Schöningen, seinen politischen Ratgeber und Intimus Oskar von John im Sinn, als er einen Landwirtschaftsexperten für diese Stelle anforderte. Das Auswärtige Amt versetzte aber Schlitter aus Madrid auf diese Stelle.
Von 1955 bis 1958 war Schlitter in den einstweiligen Ruhestand versetzt, nachdem seine Frau sich bei der Weihnachtsfeier 1954 in der deutschen Botschaft verplappert hatte und vom „feindlichen Ausland“ sprach.
Von 1958 bis 1964 wurde Schlitter in der Abteilung Handel und Entwicklungspolitik des Auswärtigen Amtes beschäftigt. 1963 leitete Oskar Schlitter deutsch-jugoslawische Verhandlungen. Als die Verhandlungen am 13. Juli 1963 scheiterten, hatte Schlitter einen dringenden Termin in London. Von Karl Carstens nach Bonn zurückbeordert, erklärte Schlitter am 19. Juli 1963 US-Botschaftsrat Coburn Kidd in Bonn, dass Josip Broz Tito im Rahmen von Wirtschaftsverhandlungen nicht mit der Gewährleistung neuer Anleihen durch die Bundesregierung oder mit einer globalen Regelung der Wiedergutmachungsfrage hätte rechnen können. Die Bundesregierung sei aus humanitären Gründen zu einer Erhöhung der Entschädigungszahlungen für die Opfer pseudo-medizinischer Versuche bereit gewesen.
Am 18. März 1966 unterzeichnete Schlitter ein Doppelbesteuerungsabkommen mit der griechischen Regierung. Kurz danach wurde Schlitter als „Botschafter, Athen“ mit dem Großen Verdienstkreuz mit Stern der Bundesrepublik Deutschland ausgezeichnet. In seine Amtszeit als Botschafter fiel am 21. April 1967 der Beginn der griechischen Militärdiktatur. Schlitter hatte keine Vorbehalte gegenüber dem undemokratischen Regime. Am 27. Juni 1969 verhandelte Schlitter mit Georgios Papadopoulos und weiteren Mitgliedern der Junta, mit dem Ziel einer friedlichen Vereinbarung: Die Junta lockert bestimmte Unterdrückungsmaßnahmen während der Europarat davon Abstand nimmt, das Militärregime auszuschließen.
Schlitter starb an einem Herzinfarkt.